# Carlos Alhinho
Carlos Alexandre Fortes Alhinho (ur. 10 stycznia 1949 w São Vicente, 31 maja 2008 w Bengueli) – portugalski piłkarz występujący na pozycji obrońcy. Trener piłkarski.

## Kariera klubowa
Alhinho karierę rozpoczynał w 1968 roku w portugalskiej Académice Coimbra. Jej barwy reprezentował przez cztery sezony, a potem przeszedł do Sportingu. Dwa razy zdobył z nim Puchar Portugalii (1973, 1974), a także raz mistrzostwo Portugalii (1974). W 1975 roku odszedł do FC Porto. W trakcie sezonu 1975/1976 przeniósł się stamtąd do hiszpańskiego Realu Betis. W jego barwach nie rozegrał jednak żadnego spotkania.
W 1976 roku Alhinho został zawodnikiem Benfiki. W sezonie 1976/1977 zdobył z nią mistrzostwo Portugalii. W 1977 roku przeszedł do belgijskiego RWD Molenbeek, gdzie spędził sezon 1977/1978. W 1978 roku wrócił do Benfiki. W 1979 roku grał na wypożyczeniu w amerykańskim New England Tea Men. Następnie powrócił do Benfiki, z którą wywalczył dwa Puchary Portugalii (1980, 1981) oraz mistrzostwo Portugalii (1981).
W 1981 roku Alhinho odszedł do Portimonense SC, którego graczem był przez dwa sezony. Występował też w SC Farense, gdzie w 1984 roku zakończył karierę.

## Kariera reprezentacyjna
W reprezentacji Portugalii Alhinho zadebiutował 28 marca 1973 w zremisowanym 1:1 meczu eliminacji Mistrzostw Świata 1974 z Irlandią Północną. W latach 1973–1982 w drużynie narodowej rozegrał 14 spotkań.

## Kariera trenerska
W karierze trenera Alhinho prowadził Lusitano GC, reprezentację Republiki Zielonego Przylądka, Académico de Viseu, FC Penafiel, Portimonense SC, reprezentację Angoli, FAR Rabat, Atlético Sport Aviação, CD Badajoz, Al Ahli Ad-Dauha, Al-Gharafę, Qatar SC, Al-Muharraq, Petro Atlético oraz Al-Qadisiyah.
W 1996 roku poprowadził Angolę na Pucharze Afryki Narodów, zakończonym przez nią na fazie grupowej.